# Mesorgerius submontana
Mesorgerius submontana är en insektsart som beskrevs av Dlabola 1967. Mesorgerius submontana ingår i släktet Mesorgerius och familjen Dictyopharidae. Inga underarter finns listade i Catalogue of Life.